# Frédéric Michalak
Frédéric Michalak (Tolosa, 16 ottobre 1982) è un ex rugbista a 15 francese il cui ruolo era mediano d'apertura.
Al 2020 detiene il record di 477 punti internazionali marcati per la nazionale francese.

## Biografia
Esordiente nella prima squadra del Tolosa nella stagione 2000-01, si laureò campione di Francia nella stagione di debutto; quasi subito fu anche convocato in Nazionale, nel corso dei test di fine anno 2001, giocando il suo primo incontro internazionale contro il Sudafrica; l'anno seguente partecipò al primo di cinque consecutivi tornei del Sei Nazioni, con tre vittorie finali, nel 2002 (con il Grande Slam), 2004 e 2006.
Campione d'Europa con il Tolosa nel 2003, nello stesso anno partecipò alla Coppa del Mondo in Australia; nel torneo disputò 6 incontri, tutti nel ruolo di apertura, e si classificò quarto assoluto con la Francia.
Nel 2005 bissò il titolo europeo; tra il 2006 e l'inizio del 2007, a causa di problemi fisici fu presente solo a sprazzi in Nazionale (tanto da non prendere parte neppure al Sei Nazioni 2007) e rientrò per i test preliminari alla Coppa del Mondo di rugby 2007 da tenersi proprio in Francia; selezionato per la competizione, disputò solo 3 incontri da titolare, mentre per gli altri 3 fu la seconda scelta di Lionel Beauxis, sia nel ruolo di mediano di mischia che di apertura.
Dopo la Coppa del Mondo, Michalak firmò un ingaggio con i sudafricani del Natal Sharks con la cui franchigia, gli Sharks, ha disputato il Super 14 2008 nell'interstagione giungendo fino alla semifinale; con la squadra che disputava il campionato interno, la Currie Cup, ha vinto invece il titolo sudafricano.
Infine, dall'estate 2008, tornò al Tolosa.
Vinse con la Francia il Sei Nazioni 2010 conseguendo il Grande Slam.
Nel maggio 2011, dopo avere ricevuto comunicazione che la sua presenza non era più all'ordine del giorno del Tolosa, Michalak firmò un contratto annuale con la federazione rugbistica del Natal, con la quale fu impegnato in Currie Cup relativamente alla squadra provinciale, e nel Super Rugby quanto alla franchise.
Nel 2012 tornò in francia con il Tolone con cui vinse l'Heineken Cup nel 2012-13 e 2013-14 e la Top 14 nel 2013-14.
Ritornò anche in nazionale con cui partecipò, oltre ai test match del 2012 e del 2013, al Sei Nazioni 2013; la sua ultima convocazione fu per il tour della nazionale francese in Australia nel giugno 2014.

## Palmarès
- Campionati francesi: 4
Tolosa: 2000-01, 2007-08, 2010-11
Tolone: 2013-14
- Champions Cup: 6
Tolosa: 2002-03, 2004-05, 2009-10
Tolone: 2012-13, 2013-14, 2014-15
- Currie Cup: 1
Natal Sharks: 2008